# Marathon (sport)
Pour les articles homonymes, voir Marathon.
Le marathon est une épreuve sportive individuelle de course à pied qui se dispute généralement sur route sur une distance de 42,195 kilomètres.
Le marathon a été créé à l’occasion des Jeux olympiques d'Athènes de 1896, sur une idée du linguiste français Michel Bréal, pour commémorer la légende du messager grec Philippidès, qui aurait parcouru la distance de Marathon à Athènes pour annoncer la victoire des Grecs contre les Perses en 490 av. J.-C. L’épreuve se courait jusqu’en 1921 sur une distance non fixée d’environ 40 km, avant que l’Association internationale des fédérations d'athlétisme (IAAF) n’en fixe la distance.
Les marathons les plus prestigieux[réf. nécessaire] sont ceux des Jeux olympiques d'été (quadriennaux), des Championnats du monde d'athlétisme (biennaux) et ceux des World Marathon Majors (annuels) : Tokyo (fin février), Boston (mi-avril), Londres (fin avril), Berlin (fin septembre), Chicago (mi-octobre) et New York (début novembre).

## Histoire

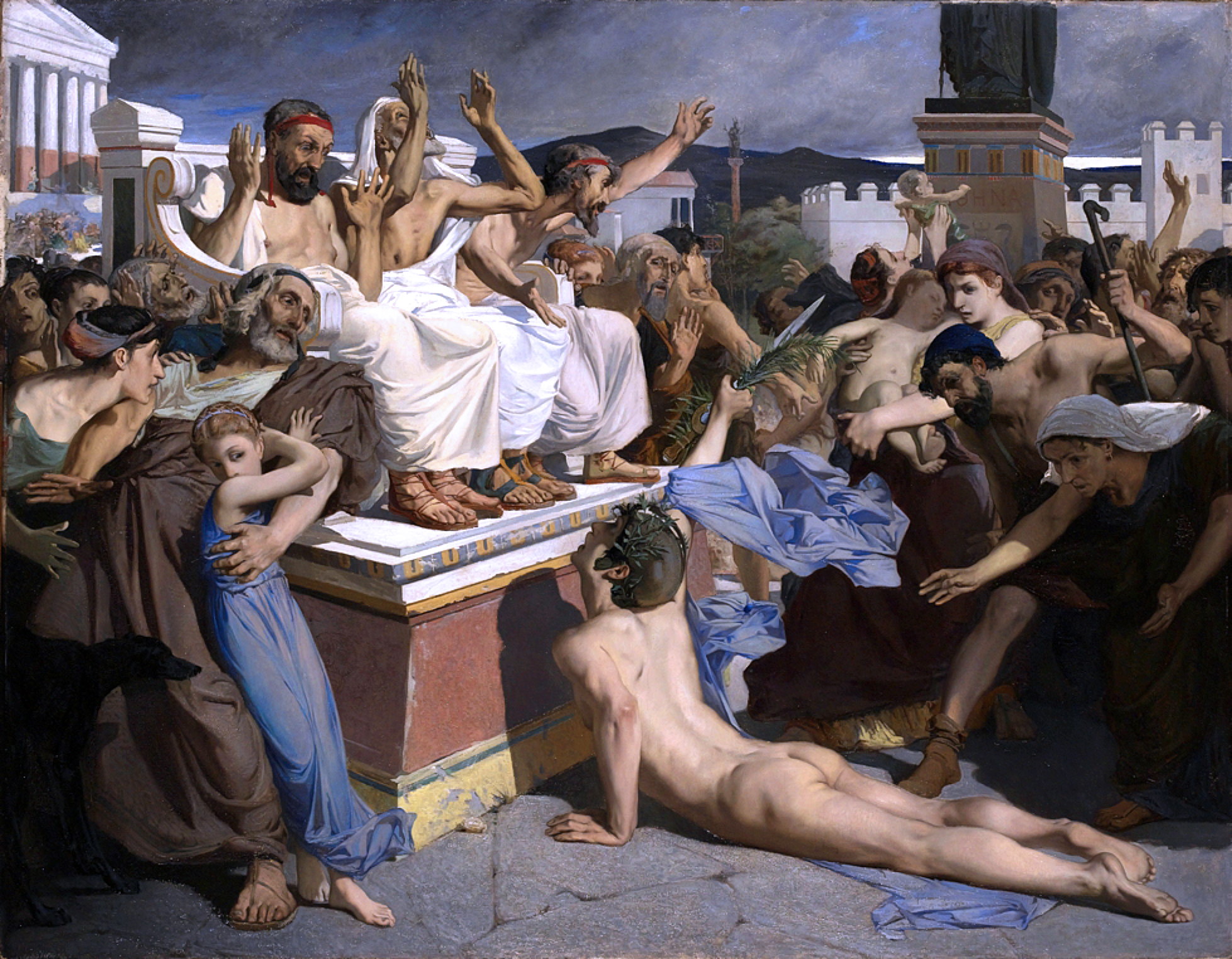
Phidippidès annonçant la victoire. Peinture de Merson, 1869.

Cette épreuve sportive est inspirée d’un fait historique rapporté de façon contradictoire par quelques sources antiques. Dans une version, Philippidès, un messager grec, aurait couru de Marathon à Athènes, villes distantes d'environ 40 km, pour annoncer la victoire des Grecs contre les Perses à l’issue de la bataille de Marathon lors de la première guerre Médique en 490 av. J.-C. Avant cette course, Philippidès aurait aussi fait une excursion de 240 km vers Sparthe pour y demander de l'aide militaire[réf. nécessaire]. C'est ainsi qu'arrivé à bout de souffle sur l’Aréopage, il y serait mort après avoir délivré son message.
Cette version relève sans doute d'une construction mythique antique, et est contredite par celle de l’historien grec Hérodote ; lors du débarquement des Perses à Marathon, les Grecs auraient envoyé le messager Phidippidès chercher de l’aide à Sparte, à plus de 220 kilomètres. Alors que les Spartiates ne répondaient pas, les Athéniens combattirent avec les Platéens. Plutarque rapporte des siècles plus tard que, d’après Héraclide du Pont, Thersippos l'Eroeus serait le messager authentique mais que, pour le plus grand nombre, c’est un certain Euclès qui aurait parcouru au prix de sa vie la distance entre Marathon et Athènes pour annoncer la victoire.

## Marathon moderne

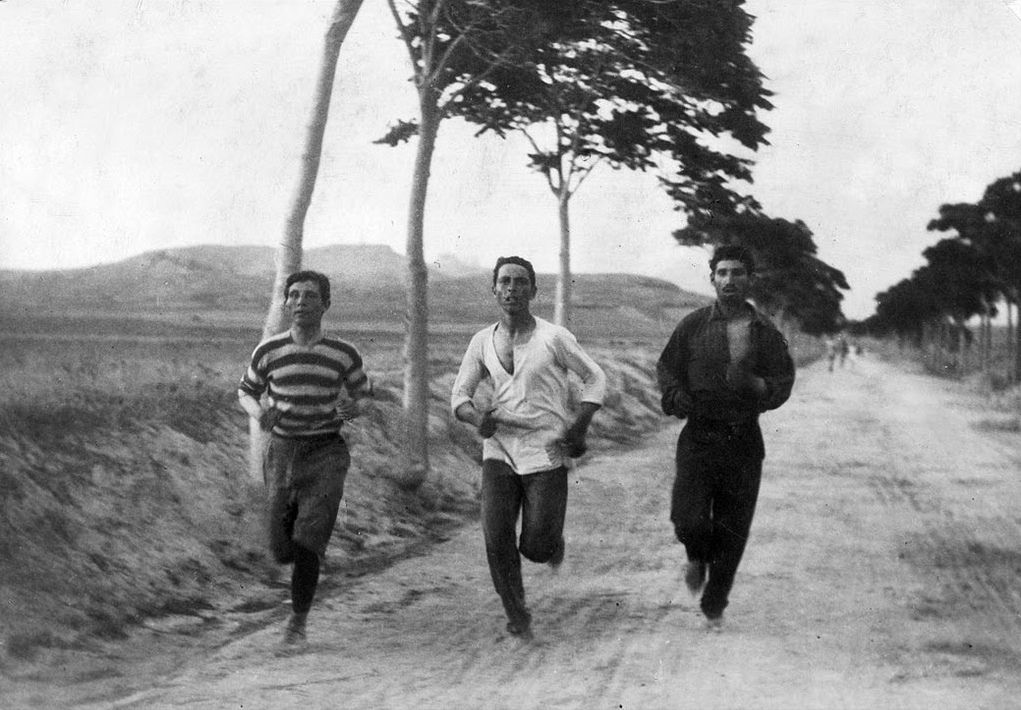
Coureurs s'entraînant avant l'épreuve de marathon aux Jeux olympiques de 1896. L'athlète grec Kharílaos Vasilákos figure au centre.

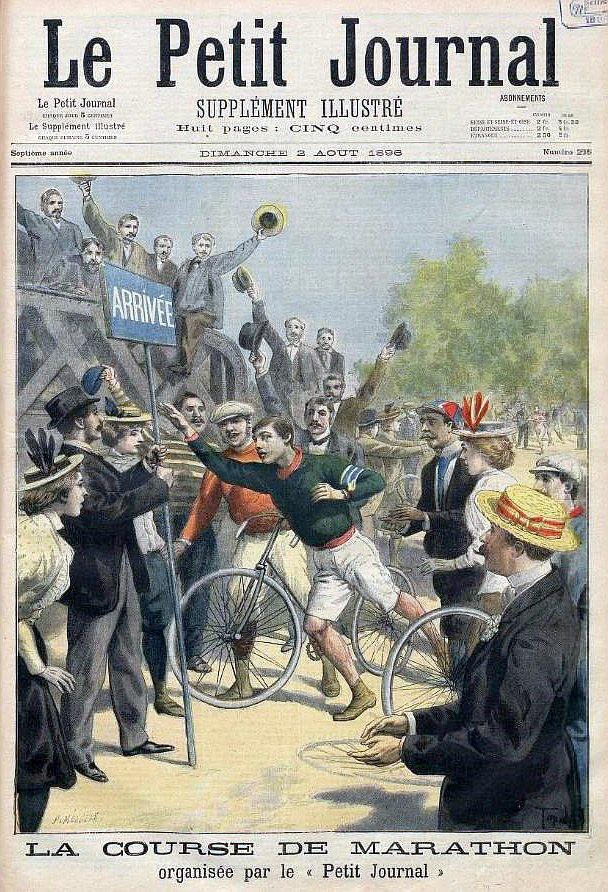
La course de marathon du Petit Journal en août 1896 (faisant suite à celle du 10 avril 1896, lors des olympiades, vainqueur le Britannique Leonard Hurst en 2 h 31 min 30 s).

La distance du marathon moderne est donc à peu près celle qui sépare Marathon d'Athènes. Elle est parcourue pour les premiers Jeux olympiques modernes en 1896.
Ce premier marathon olympique moderne est gagné par un berger grec, Spyrídon Loúis, en 2 h 58 min 50 s.
La distance du marathon faisait environ 40 km aux premiers Jeux olympiques modernes. Aux Jeux de Londres en 1908, la distance est fixée à 26 miles terrestres : cette année la course doit partir de la pelouse du château de Windsor, sur demande des enfants de la famille royale qui souhaitent voir le départ de la douzaine de coureurs qui disputent l'épreuve, et s'achever au White City Stadium. Édouard VII exige que la course se termine au pied de la loge royale où il est présent. De ce fait, la distance est alors portée à 26 milles et 385 verges, soit 42,195 km,,. La distance varie encore lors des Jeux olympiques de Stockholm en 1912 et d’Anvers en 1920, avant d’adopter définitivement sa longueur actuelle de 42,195 km lors des Jeux olympiques de Paris en 1924.
La coureuse de fond grecque Stamáta Revíthi semble avoir été la première femme à conclure la distance aux Jeux olympiques d'Athènes en 1896, mais elle court seule le lendemain de la course officielle des hommes. D'autres femmes participent officieusement à des marathons (la Française Marie-Louise Ledru en 1918, l'Anglaise Violet Piercy en 1926). Le 19 avril 1967, pour la première fois, une femme court en tant que participante engagée au marathon, épreuve alors réservée aux hommes, sans que le règlement explicite cette exclusivité. Pour cette participation, Kathrine Switzer est exclue de la fédération d'athlétisme. Bobbi Gibb avait terminé de façon non officielle ce même marathon de Boston l’année précédente (1966) et sera plus tard reconnu par la Boston Athletic Association comme la gagnante des éditions 1966, 1967 et 1968. Sous la pression du mouvement féministe américain, la Fédération internationale d'athlétisme ouvre les courses de fond aux femmes en 1981, et introduit le premier marathon olympique féminin à Los Angeles, en 1984.
Abebe Bikila remporte l'épreuve du marathon aux Jeux olympiques de 1960 en courant pieds nus, devenant le premier médaillé olympique éthiopien et le premier champion olympique d'Afrique noire. Il gagne également les JO de 1964 (avec des chaussures), où il bat le record en 2 h 12 min 11 s.
Le marathon occupe une place particulière aux Jeux olympiques d'été : l'épreuve masculine a lieu le dernier jour et la remise des médailles a le privilège unique de se dérouler pendant la cérémonie de clôture. Parallèlement aux grandes compétitions internationales (Jeux Olympiques, championnats du monde et d'Europe), chaque année ont lieu des grands rendez-vous sportifs ouverts à des milliers de marathoniens. Les principaux marathons se déroulent à Boston (le plus ancien marathon du monde après celui d'Athènes, organisé depuis 1897), à New York (course rassemblant le plus de participants), et à Berlin (où de nombreux records du monde sont battus en raison du parcours entièrement plat).

## Popularité
Le marathon est une épreuve qui, au fil des années, est de plus en plus prisée des coureurs amateurs[réf. nécessaire].

## Performances et records

### Records du monde
Les records du monde du marathon sont actuellement détenus par le Kényan Kelvin Kiptum, avec un temps de 2 h 0 min 35 s, établi le 8 octobre 2023 lors du marathon de Chicago, et par la Kényane Ruth Chepngetich, avec un temps de 2 h 9 min 57 s lors du marathon de Chicago le 13 octobre 2024.
Les distances datant d'avant 1925 variaient légèrement de la distance actuelle de 42,195 km (26 miles, 385 yards). Les records du monde ont été obtenus entre autres lors des World Marathon Majors à de nombreuses occasions : sept fois au marathon de Berlin, quatre fois pour chacun des marathons de Chicago, Londres et New York et trois fois au marathon de Boston.
Le 6 mai 2017 sur le circuit de Monza, en Italie, le Kényan Eliud Kipchoge court un marathon en 2 h 0 min 25 s à l'occasion du Breaking2, mais cette performance n'est pas homologuée car elle n'a pas été réalisée dans des conditions officielles.
Le 12 octobre 2019 à Vienne, en Autriche, le Kényan Eliud Kipchoge devient le premier homme à courir un marathon sous les 2 heures (en 1 h 59 min 40 s) à l'occasion de l'Ineos 1:59 Challenge, mais cette performance – comme la précédente – n'est pas homologuée par la fédération internationale d'athlétisme World Athletics, car elle n'a pas été réalisée dans des conditions officielles.

### Records continentaux
| Continent        | Temps          | Athlète              | Pays      | Lieu      | Date            |
| ---------------- | -------------- | -------------------- | --------- | --------- | --------------- |
| Afrique          | 2 h 0 min 35 s | Kelvin Kiptum        | Kenya     | Chicago   | 8 octobre 2023  |
| Europe           | 2 h 3 min 36 s | Bashir Abdi          | Belgique  | Rotterdam | 24 octobre 2021 |
| Asie             | 2 h 4 min 43 s | El Hassan el-Abbassi | Bahreïn   | Valence   | 2 décembre 2018 |
| Amérique du Sud  | 2 h 4 min 51 s | Daniel do Nascimento | Brésil    | Séoul     | 17 avril 2022   |
| Amérique du Nord | 2 h 5 min 36 s | Cameron Levins       | Canada    | Tokyo     | 5 mars 2023     |
| Océanie          | 2 h 7 min 31 s | Brett Robinson       | Australie | Fukuoka   | 4 décembre 2022 |

| Continent        | Temps           | Athlète           | Pays       | Lieu    | Date              |
| ---------------- | --------------- | ----------------- | ---------- | ------- | ----------------- |
| Afrique          | 2 h 9 min 57 s  | Ruth Chepngetich  | Kenya      | Chicago | 13 octobre 2024   |
| Europe           | 2 h 13 min 44 s | Sifan Hassan      | Pays-Bas   | Chicago | 8 octobre 2023    |
| Amérique du Nord | 2 h 18 min 29 s | Emily Sisson      | États-Unis | Chicago | 9 octobre 2022    |
| Asie             | 2 h 19 min 12 s | Mizuki Noguchi    | Japon      | Berlin  | 25 septembre 2005 |
| Océanie          | 2 h 21 min 34 s | Sinead Diver (en) | Australie  | Valence | 4 décembre 2022   |
| Amérique du Sud  | 2 h 24 min 18 s | Florencia Borelli | Argentine  | Séville | 18 février 2024   |

### Dix meilleures performances de tous les temps
| Rang | Temps          | Athlète             | Lieu    | Date              |
| ---- | -------------- | ------------------- | ------- | ----------------- |
| 1    | 2 h 0 min 35 s | Kelvin Kiptum       | Chicago | 8 octobre 2023    |
| 2    | 2 h 1 min 9 s  | Eliud Kipchoge      | Berlin  | 25 septembre 2022 |
| 3    | 2 h 1 min 25 s | Kelvin Kiptum       | Londres | 23 avril 2023     |
| 4    | 2 h 1 min 39 s | Eliud Kipchoge      | Berlin  | 16 septembre 2018 |
| 5    | 2 h 1 min 41 s | Kenenisa Bekele     | Berlin  | 29 septembre 2019 |
| 6    | 2 h 1 min 48 s | Sisay Lemma         | Valence | 3 décembre 2023   |
| 7    | 2 h 1 min 53 s | Kelvin Kiptum       | Valence | 4 décembre 2022   |
| 8    | 2 h 2 min 5 s  | Sabastian Sawe (en) | Valence | 1er décembre 2024 |
| 9    | 2 h 2 min 16 s | Benson Kipruto      | Tokyo   | 3 mars 2024       |
| 10   | 2 h 2 min 37 s | Eliud Kipchoge      | Tokyo   | 28 avril 2022     |

| Rang | Temps           | Athlète          | Lieu    | Date              |
| ---- | --------------- | ---------------- | ------- | ----------------- |
| 1    | 2 h 9 min 57 s  | Ruth Chepngetich | Chicago | 13 octobre 2024   |
| 2    | 2 h 11 min 53 s | Tigist Assefa    | Berlin  | 24 septembre 2023 |
| 3    | 2 h 13 min 44 s | Sifan Hassan     | Chicago | 8 octobre 2023    |
| 4    | 2 h 14 min 4 s  | Brigid Kosgei    | Chicago | 13 octobre 2019   |
| 5    | 2 h 14 min 18 s | Ruth Chepngetich | Chicago | 9 octobre 2022    |
| 6    | 2 h 14 min 58 s | Amane Beriso     | Valence | 4 décembre 2022   |
| 7    | 2 h 15 min 25 s | Paula Radcliffe  | Londres | 13 avril 2003     |
| 8    | 2 h 15 min 37 s | Tigist Assefa    | Berlin  | 25 septembre 2022 |
| 9    | 2 h 15 min 37 s | Ruth Chepngetich | Chicago | 8 octobre 2023    |
| 10   | 2 h 15 min 51 s | Worknesh Degefa  | Valence | 3 décembre 2023   |

### Meilleurs performeurs de l'histoire
| Rang | Temps          | Athlète               | Lieu    | Date              |
| ---- | -------------- | --------------------- | ------- | ----------------- |
| 1    | 2 h 0 min 35 s | Kelvin Kiptum         | Chicago | 8 octobre 2023    |
| 2    | 2 h 1 min 9 s  | Eliud Kipchoge        | Berlin  | 25 septembre 2022 |
| 3    | 2 h 1 min 41 s | Kenenisa Bekele       | Berlin  | 29 septembre 2019 |
| 4    | 2 h 1 min 41 s | Sisay Lemma           | Valence | 3 décembre 2023   |
| 5    | 2 h 2 min 16 s | Benson Kipruto        | Tokyo   | 3 mars 2024       |
| 6    | 2 h 2 min 48 s | Birhanu Legese        | Berlin  | 29 septembre 2019 |
| 7    | 2 h 2 min 55 s | Mosinet Geremew       | Londres | 28 avril 2019     |
| 7    | 2 h 2 min 55 s | Timothy Kiplagat (en) | Tokyo   | 3 mars 2024       |
| 9    | 2 h 2 min 57 s | Dennis Kimetto        | Berlin  | 28 septembre 2014 |
| 10   | 2 h 3 min 0 s  | Evans Chebet          | Valence | 6 décembre 2020   |
| 10   | 2 h 3 min 0 s  | Gabriel Geay          | Valence | 4 décembre 2022   |

| Rang | Temps           | Athlète            | Lieu    | Date              |
| ---- | --------------- | ------------------ | ------- | ----------------- |
| 1    | 2 h 9 min 57 s  | Ruth Chepngetich   | Chicago | 13 octobre 2024   |
| 2    | 2 h 11 min 53 s | Tigist Assefa      | Berlin  | 24 septembre 2023 |
| 3    | 2 h 13 min 44 s | Sifan Hassan       | Chicago | 8 octobre 2023    |
| 4    | 2 h 14 min 4 s  | Brigid Kosgei      | Chicago | 13 octobre 2019   |
| 5    | 2 h 14 min 18 s | Ruth Chepngetich   | Chicago | 13 octobre 2019   |
| 6    | 2 h 14 min 58 s | Amane Beriso       | Valence | 4 décembre 2022   |
| 7    | 2 h 15 min 25 s | Paula Radcliffe    | Londres | 13 avril 2003     |
| 8    | 2 h 15 min 51 s | Worknesh Degefa    | Valence | 3 décembre 2023   |
| 9    | 2 h 15 min 55 s | Sutume Kebede      | Tokyo   | 3 mars 2024       |
| 10   | 2 h 16 min 7 s  | Tigist Ketema (en) | Dubai   | 7 janvier 2024    |

### Autres catégories et anecdotes

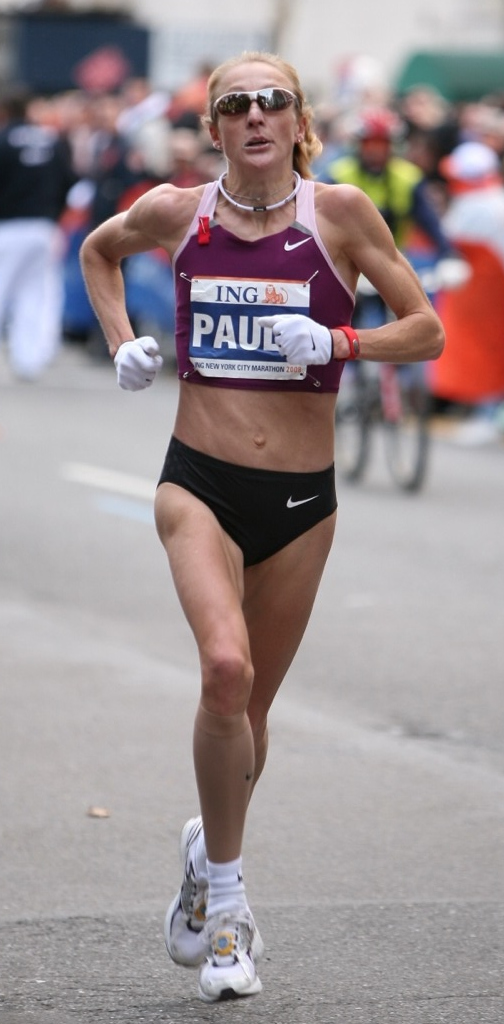
Paula Radcliffe fut la détentrice du record du monde féminin pendant 16 ans entre 2003 et 2019.

La Norvégienne Grete Waitz a battu quatre fois le record du monde dont trois fois sur trois années consécutives de 1978 à 1980 au marathon de New York qu’elle gagne neuf fois sur onze participations entre 1978 et 1988, créant ainsi des records inégalés. Grete Waitz avec le temps de 2 h 27 min 32 s (21 octobre 1979) réalise le triple exploit de battre le record du monde, d'être la première femme à finir le marathon à moins d'une heure du premier record établi et enfin de passer sous la barre symbolique des 2 h 30 min.
La Britannique Paula Radcliffe bat le record du monde avec un temps de 2 h 15 min 25 s, le 13 avril 2003 lors du marathon de Londres au Royaume-Uni. Ce record tient pendant plus de 16 ans, jusqu'en octobre 2019.
L'Italien Andrea Cionna détient le record du monde pour un marathonien aveugle, établi en 2 h 31 min 59 s à Rome en 2007,. Le Suisse Marcel Hug détient le record pour un athlète en fauteuil roulant, établi en 1 h 17 min 6 s au marathon de Boston 2023.
Le Britannique Fauja Singh détient le record pour un homme de plus de 90 ans. À l'âge de 92 ans, en 2003, il termina un marathon à Toronto en 5 h 40 min 1 s. Le 16 octobre 2011, également à Toronto, il devint le premier centenaire à terminer un marathon, établissant le record du monde pour sa catégorie d'âge en 8 h 25 min 16 s. En 2015, l'Américaine Harriette Thompson établit le record féminin pour les plus de 90 ans en 7 h 24 min 36 s, à San Diego.
Lors du marathon de Toronto 2016, le Canadien Ed Whitlock pulvérise le record du monde de la catégorie des 85-90 ans en courant sous la barre des quatre heures, en 3 h 56 min 38 s.
Le Japonais Yuki Kawauchi, vainqueur notamment du marathon de Boston 2018, reçoit quant à lui un certificat délivré par le Livre Guinness des records pour le nombre de marathons courus sous la barrière des 2 h 20 min 0 s, au nombre de 78.
Lors du marathon de Londres 2015, le Néo-Zélandais Paul Martelletti bat le record du monde du marathon pour un coureur déguisé (Spider-Man). Il termine l'épreuve sous la barre des 2 h et 30 m en réalisant un temps de 2 h 29 min 57 s.
Au marathon de Barcelone 2021, Eric Domingo Roldan entre dans le Livre Guinness des records après avoir poussé le fauteuil roulant de sa mère atteinte de sclérose en plaques pendant toute la course. Il termine la course en 2 h 53 min 28 s.

## Palmarès olympique et mondial

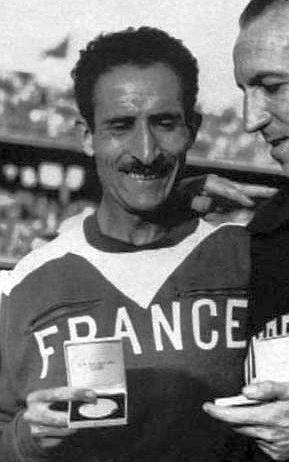
Le Français Alain Mimoun, vainqueur du marathon des JO de Melbourne en 1956.

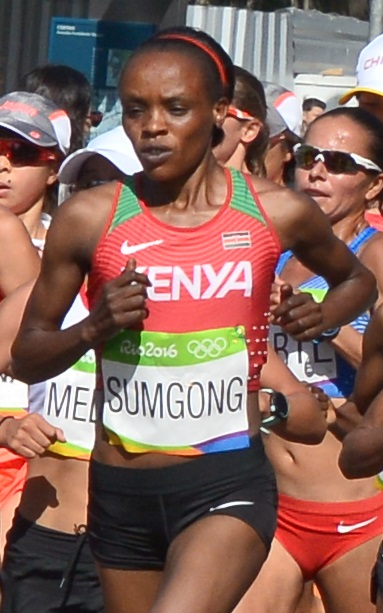
La Kenyane Jemima Sumgong aux Jeux de Rio en 2016.

Chez les hommes, le marathon est disputé depuis 1896 aux Jeux olympiques et depuis 1983 aux Mondiaux. Chez les femmes, le marathon est disputé depuis 1984 aux Jeux olympiques et depuis 1983 aux Mondiaux.
| Compétition   | Hommes                | Femmes              |
| ------------- | --------------------- | ------------------- |
| Jeux 1896     | Spyrídon Loúis        |                     |
| Jeux 1900     | Michel Théato         |                     |
| Jeux 1904     | Thomas Hicks          |                     |
| Jeux 1908     | Johnny Hayes          |                     |
| Jeux 1912     | Ken McArthur          |                     |
| Jeux 1920     | Hannes Kolehmainen    |                     |
| Jeux 1924     | Albin Stenroos        |                     |
| Jeux 1928     | Boughéra El Ouafi     |                     |
| Jeux 1932     | Juan Carlos Zabala    |                     |
| Jeux 1936     | Son Ki-Jeong          |                     |
| Jeux 1948     | Delfo Cabrera         |                     |
| Jeux 1952     | Emil Zátopek          |                     |
| Jeux 1956     | Alain Mimoun          |                     |
| Jeux 1960     | Abebe Bikila          |                     |
| Jeux 1964     | Abebe Bikila          |                     |
| Jeux 1968     | Mamo Wolde            |                     |
| Jeux 1972     | Frank Shorter         |                     |
| Jeux 1976     | Waldemar Cierpinski   |                     |
| Jeux 1980     | Waldemar Cierpinski   |                     |
| Mondiaux 1983 | Robert de Castella    | Grete Waitz         |
| Jeux 1984     | Carlos Lopes          | Joan Benoit         |
| Mondiaux 1987 | Douglas Wakiihuri     | Rosa Mota           |
| Jeux 1988     | Gelindo Bordin        | Rosa Mota           |
| Mondiaux 1991 | Hiromi Taniguchi      | Wanda Panfil        |
| Jeux 1992     | Hwang Young-cho       | Valentina Yegorova  |
| Mondiaux 1993 | Mark Plaatjes         | Junko Asari         |
| Mondiaux 1995 | Martín Fiz            | Manuela Machado     |
| Jeux 1996     | Josia Thugwane        | Fatuma Roba         |
| Mondiaux 1997 | Abel Antón            | Hiromi Suzuki       |
| Mondiaux 1999 | Abel Antón            | Jong Song-ok        |
| Jeux 2000     | Gezahegne Abera       | Naoko Takahashi     |
| Mondiaux 2001 | Gezahegne Abera       | Lidia Șimon         |
| Mondiaux 2003 | Jaouad Gharib         | Catherine Ndereba   |
| Jeux 2004     | Stefano Baldini       | Mizuki Noguchi      |
| Mondiaux 2005 | Jaouad Gharib         | Paula Radcliffe     |
| Mondiaux 2007 | Luke Kibet            | Catherine Ndereba   |
| Jeux 2008     | Samuel Wanjiru        | Constantina Tomescu |
| Mondiaux 2009 | Abel Kirui            | Bai Xue             |
| Mondiaux 2011 | Abel Kirui            | Edna Kiplagat       |
| Jeux 2012     | Stephen Kiprotich     | Tiki Gelana         |
| Mondiaux 2013 | Stephen Kiprotich     | Edna Kiplagat       |
| Mondiaux 2015 | Ghirmay Ghebreslassie | Mare Dibaba         |
| Jeux 2016     | Eliud Kipchoge        | Jemima Sumgong      |
| Mondiaux 2017 | Geoffrey Kirui        | Rose Chelimo        |
| Mondiaux 2019 | Lelisa Desisa         | Ruth Chepngetich    |
| Jeux 2020     | Eliud Kipchoge        | Peres Jepchirchir   |
| Mondiaux 2022 | Tamirat Tola          | Gotytom Gebreslase  |
| Mondiaux 2023 | Victor Kiplangat      | Amane Beriso        |
| Jeux 2024     | Tamirat Tola          | Sifan Hassan        |

## Puissance développée par le coureur
Voir la page Course à pied

## Cas de tricherie
A l'instar de nombreuses disciplines sportives, le marathon est également sujet à des tricheries.
Lors de la 40e édition du marathon de Mexico qui s'est tenu le 27 août 2023, près de 11 000 participants sur les quelque 32 000 inscrits ont été disqualifiés pour tricherie. Parmi les stratégies utilisées, la majorité des tricheurs aurait utilisé les transports publics, des véhicules individuels ou des raccourcis pour réduire le parcours.
Derek Murphy, ancien coureur de marathon et analyste financier, tient un blog intitulé Marathon Investigation dans lequel il dénonce, enquêtes et preuves à l'appui, de multiples cas de tricherie avérés.